# Jahkeele Marshall-Rutty
Jahkeele Marshall-Rutty, né le 16 juin 2004 à Brampton en Ontario au Canada, est un joueur canadien de soccer. Il joue au poste d'arrière droit au CF Montréal en MLS.

## Biographie

### En club
Né à Brampton, en Ontario au Canada, Jahkeele Marshall-Rutty joue pour le Rush Canada avant de rejoindre le Toronto FC, où il poursuit sa formation.
Le 22 janvier 2020, Marshall-Rutty est intégré à l'équipe première et signe son premier contrat avec la franchise de Major League Soccer, en tant que Homegrown Player. Il devient alors le plus jeune joueur à signer un contrat avec le club, à seulement 15 ans.
Le 24 octobre 2020, Marshall-Rutty fait sa première apparition en équipe première lors d'une rencontre de MLS contre le Union de Philadelphie. Il entre en jeu à la place d'Alejandro Pozuelo et son équipe s'incline par cinq buts à zéro. Avec cette apparition il devient le plus jeune joueur de l'histoire du club.
Le 13 juin 2021, il est prêté à l'équipe réserve du club.
Le joueur impressionne pour ses débuts, étant notamment comparé à son compatriote Alphonso Davies, et plusieurs grands clubs européens s'intéressent à lui. En décembre 2021 le Liverpool FC lui propose un essai. Marshall-Rutty reste quelques jours à s'entraîner avec le club du Nord-ouest de l'Angleterre.

### En sélection
Jahkeele Marshall-Rutty représente l'équipe du Canada des moins de 15 ans. Avec cette sélection il est retenu pour participer au championnat de la CONCACAF des moins de 15 ans en 2019.
En janvier 2021, Jahkeele Marshall-Rutty est convoqué pour la première fois avec l'équipe nationale du Canada, par le sélectionneur John Herdman. Il devient alors le plus jeune joueur à être retenu dans l'équipe senior du Canada, à seulement 16 ans, dépassant donc Alphonso Davies qui détenait ce record jusqu'ici.